# Theridion stamotum
Theridion stamotum är en spindelart som beskrevs av Claude Lévi 1963. Theridion stamotum ingår i släktet Theridion och familjen klotspindlar.
Artens utbredningsområde är Venezuela. Inga underarter finns listade i Catalogue of Life.